# Střední region (Moldavsko)
Střední rozvojový region (rumunsky Regiunea de Dezvoltare Centru, zkratka RDC) je rozvojový region v Moldavsku, jehož součástí je 13 rajónů: Anenii Noi, Călărași, Criuleni, Dubăsari, Hîncești, Ialoveni, Nisporeni, Orhei, Rezina, Strășeni, Șoldănești, Telenești a Ungheni. Největším městem regionu je Ungheni s 38 100 obyvateli, následuje Orhei s 33 500 obyvateli a Strășeni s 21 200 obyvateli. Celkový počet sídel v regionu tvoří asi 35,6 % z celkového počtu obcí v zemi, podíl měst je asi 23 %. Ve Středním rozvojovém regionu se většina městských sídel nachází v přímé oblasti vlivu Kišiněvské municipality v okruhu 50–60 km od municipality, s výjimkou sídel Ungheni, Telenești, Șoldănești a Rezina, která jsou vzdálena 100–130 km.

## Demografie

### Počet obyvatel
| 2011        | 2012        | 2013        |
| ----------- | ----------- | ----------- |
| ▼ 1 062 848 | ▼ 1 062 095 | ▼ 1 060 750 |

### Populační statistiky
Hlavní demografické indikátory, 2013:
- Porodnost: ▲ 12 390 (11,7 na 1 000 obyvatel)
- Úmrtnost:  11 643 (11,0 na 1 000 obyvatel)
- Přirozený přírůstek: +747

## Administrativní dělení
Střední rozvojový region zahrnuje:
- 13 okresů Moldavska
- 14 měst, 23 % urbanizované populace Moldavska
- 340 vesnic
- 31 % území Moldavska (10 636 km²)
- 26 % obyvatel Moldavska
- 9 % průmyslové produkce Moldavska
- 34 % zemědělské produkce Moldavska